# Microserica palawana
Microserica palawana är en skalbaggsart som beskrevs av Brenske 1899. Microserica palawana ingår i släktet Microserica och familjen Melolonthidae. Inga underarter finns listade i Catalogue of Life.